# 何塞·帕切科·戈麦斯
何塞·路易斯·帕切科·戈麦斯（西班牙語：José Luis Pacheco Gómez，1947年1月14日—2022年9月27日），西班牙足球运动员，司职守门员。

## 生平
1947年生于桑坦德。1967年至1979年效力于马德里竞技俱乐部，期间获得了西甲1972–73赛季和1976–77赛季冠军、1974年洲际杯以及1972年和1976年西班牙国王杯冠军。2022年9月27日在桑坦德逝世。